# 앵그리 비디오 게임 너드

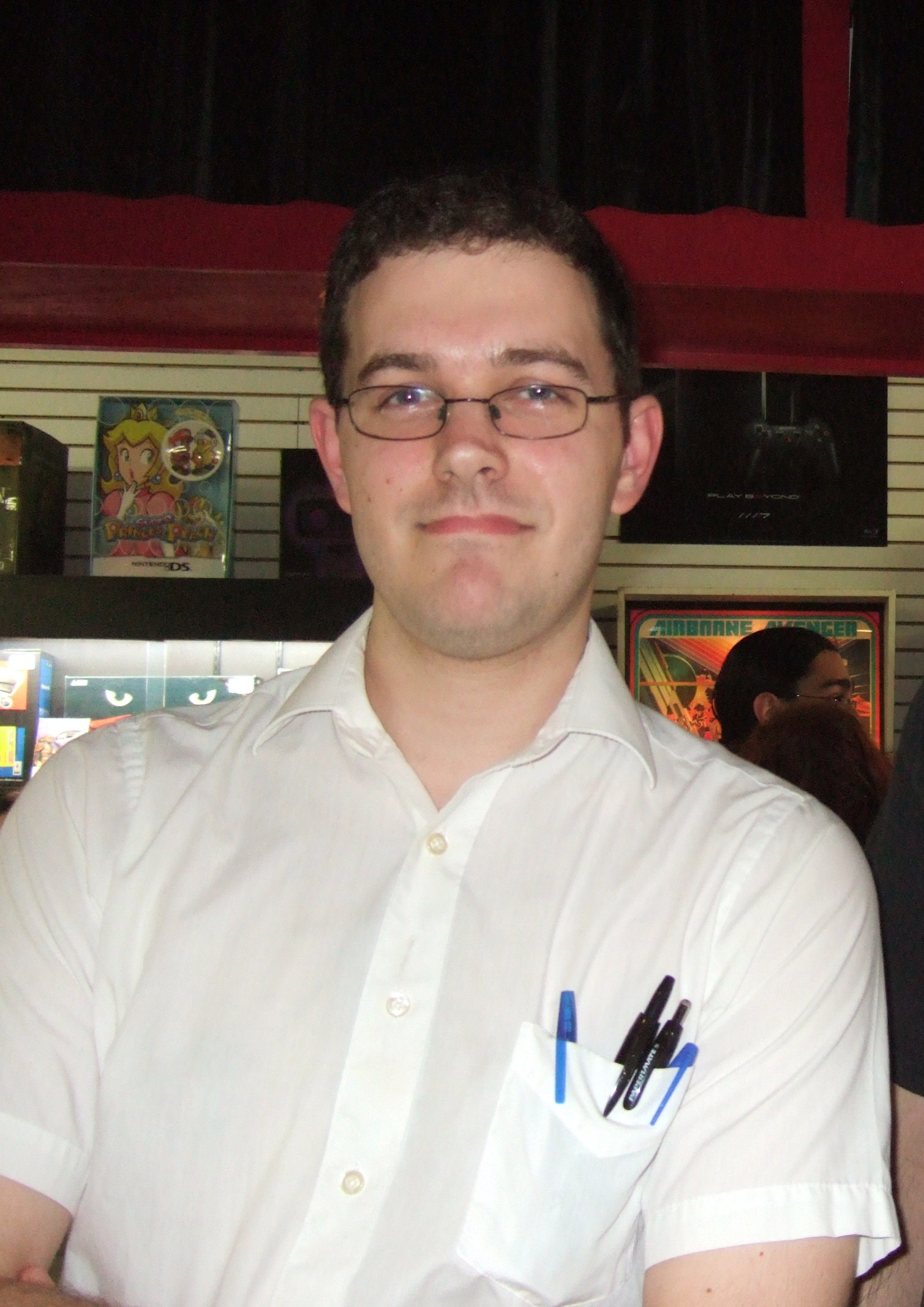
작중 '너드'를 연기하는 제임스 롤프

앵그리 비디오 게임 너드(The Angry Video Game Nerd, AVGN)는 제임스 롤프가 기획 및 제작하는 미국의 레트로게이밍 인터넷 방송이다. 롤프가 연기하는 비디오 게임광 '너드'가 구리고 못 만든 게임들을 비평하는 것이 이 시리즈의 주제이다.
2004년 제작된 초기 에피소드는 VHS의 형태로 롤프의 친구들 사이에서 보여졌다. 이후 유튜브의 등장으로 2006년에 시리즈가 "앵그리 닌텐도 너드"라는 제목으로 업로드되기 시작하였다. 2007년 "스크류어택"과 "게임트레일러즈"의 프로그램이 되었으며, 상표권 분쟁을 방지하고 닌텐도 이외의 게임기로 외연을 확장하기 위해 현재의 이름인 "앵그리 비디오 게임 너드"로 제목이 바뀌었다.

## 역사
이 시리즈는 2004년 《캐슬바니아 II: 사이먼의 원정》과 그가 가장 싫어했던 게임 《지킬 박사와 하이드 씨》에 대한 짧은 리뷰를 Cinemassacre.com에서 만들고 게재하는 것에서부터 시작되었다.
롤프는 그의 웹사이트에 처음 동영상들은 "그냥 농담"으로 만들어진 것들이며 그는 일반 많은 사람들이 아니라 친구들에게 보여줄 의도라고 밝혔다. 이후 그의 친구들 중 한 명이 온라인에 올릴 것을 제안했고, 롤프는 바로 실행에 옮겼다. 그의 리뷰들은 점점 인기를 얻기 시작했고 두터운 팬층이 생겨났다.
유튜브에 4번째 온라인 리뷰를 올린 이후, 그는 MTV의 GameTrailers.com에 고용된 이후 스크류어택에 참여했다.

## 구성

### 음악
| 연도   | 제목                                                                  |
| ------ | --------------------------------------------------------------------- |
| 2011년 | The Angry Video Game Nerd Collection                                  |
| 2013년 | Angry Video Game Nerd Adventures (soundtrack)                         |
| 2014년 | Angry Video Game Nerd: The Movie (Original Motion Picture Soundtrack) |

앵그리 비디오 게임 너드의 주제가는 쇼의 전반적인 주제와 사고 방식을 간단 명료하게 요약한다. 작곡은 독립 음악인인 카일 저스틴(Kyle Justin)이 했고 가사는 저스틴과 롤프 두 사람이 같이 지었다.
일반적으로 리뷰에서는 주제가의 1절만 들려준다. 완전한 주제가는 세가 CD를 리뷰한 동영상과 DVD에서만 들을 수 있다.

### 특별 게스트
이따금씩 벅스 버니, 프레디 크루거, 제이슨 부히스, 스파이더맨, 레더페이스, 닌자 같은 특별 게스트들이 출연한다. 일반적으로 우연히 마주치지만, 자주는 아니고, 그리고 항상 불운하게 끝나는 것으로 만남이 마무리된다.
등장인물의 대부분은 쇼의 타이틀을 디자인한 마이크 마테이가 연기한다. 역할은 제이슨 부히스, 벅스 버니, 레더페이스, 텍사스 전기톱 살인사건 그리고 마이클 마이어스의 리뷰에서 나온 "미친 팬" (레더페이스의 형), 조커 등이다.
프레디 크루거는 둘 다 동일한 프레임에 노출될 때는 마테이가 연기했지만, 그렇지 않을 때는 롤프가 직접 연기했다. 스파이더맨은 스파이더맨 주제가를 패러디한 카일 저스틴이 연기했다, "Game Glitches"편에서는 케빈 핀이 "오류 도깨비"역을 했으며 닌자 가이덴 편에서는 너드가 깨기 쉽게 도와주는 닌자를 맡기도 했다. 그리고 핼러윈 편에서 마이클 마이어스 역에 리암 멀베이가 맡았다.
그리고 오프닝 송은 카일 저스틴이 불렀다.
어떤 에피소드들은 게임이나 영화 줄거리의 영향을 받은 기초적인 줄거리를 가지고 있다. 이런 경우에는 게스트가 에피소드에 맞는 배역을 연기하게 된다.

## DVD
2007년 11월 18일, 첫 번째 AVGN DVD 세트가 발매되었다. 바이블 게임 앞까지의 에피소드가 모두 포함되어 있다. 백 투 더 퓨처 그리고 록키에서 가져온 영화 장면 같은 몇몇 자료들은 저작권 침해 문제로 삭제되었으며 마이크 마테이의 삽화로 교체되었고 "Wally Bear and the NO Gang!" 과 "록키" 에피소드는 연장되었다. 또한 원래 기록물과 삭제된 동영상, 여기에다가 Screwattack.com에만 게재한 동영상 같은 특별한 볼거리도 포함되어 있다.
발매된 지 1주일만에 롤프는 첫 번째 DVD가 매진되었다고 밝혔다.
2008년 12월 1일, 롤프는 자신의 블로그에 두 번째 시즌 DVD가 발매되었다고 알려왔다. 2007년에 제작한 모든 리뷰가 포함되어 있다. 특별한 볼거리로 영화 닌자 거북이 III 비디오를 부수는 장면과 1990년대에 녹음하거나 촬영한 롤프의 초기 리뷰 동영상, 삭제된 동영상(대부분 2007년 자료이나 2008년 자료도 포함되었다)도 포함되어 있다.
2009년 12월 15일, 세 번째 AVGN DVD 세트가 발매되었다. 슈퍼 마리오브라더스 3편은 일부 장면이 삭제되었다.
2010년 12월, 네 번째 AVGN DVD 세트가 발매되었다. 일부 에피소드의 순서가 바뀌었다.
2014년 AVGN:THE MOVIE가 블루레이, DVD로 출시됐다.

## 같이 보기
- 앵그리 비디오 게임 너드: 더 무비